# Confrontos entre Atlético Mineiro e Vasco da Gama

O confronto entre Atlético Mineiro e Vasco da Gama é um grande clássico que envolve dois clubes gigantes do futebol brasileiro.[carece de fontes?]

## História
O clássico entre Vasco da Gama e Atlético Mineiro é disputado desde os anos 1930, tendo o seu primeiro duelo realizado entre as equipes em 20 de novembro de 1932, no Estádio Presidente Antônio Carlos, confronto terminado em empate por 0 a 0.

## Partidas decisivas
| Campeonato           | Ano  | Fase             | Data  | Resultado             | Notas                                                                  | Ref.  |
| -------------------- | ---- | ---------------- | ----- | --------------------- | ---------------------------------------------------------------------- | ----- |
| Torneio dos Campeões | 1978 | Semifinal        | 15/08 | Atlético-MG 2–1 Vasco | Ida                                                                    |       |
| Torneio dos Campeões | 1978 | Semifinal        | 20/08 | Vasco 1–1 Atlético-MG | Volta (Atlético-MG avança para a final)                                | [ 2 ] |
| Copa do Brasil       | 1994 | Quartas de Final | 14/06 | Vasco 3–1 Atlético-MG | Ida                                                                    |       |
| Copa do Brasil       | 1994 | Quartas de Final | 17/06 | Atlético-MG 3–4 Vasco | Volta (Vasco avança para a semifinal)                                  | [ 3 ] |
| Copa do Brasil       | 1995 | Quartas de Final | 10/05 | Vasco 0–1 Atlérico-MG | Ida                                                                    |       |
| Copa do Brasil       | 1995 | Quartas de Final | 17/05 | Atlético 0–1 Vasco    | Volta (Vasco avança para a semifinal nos pênaltis, vencendo por 4 a 1) | [ 4 ] |
| Copa do Brasil       | 2024 | Semifinal        | 02/10 | Atlético 2–1 Vasco    | Ida                                                                    |       |
| Copa do Brasil       | 2024 | Semifinal        | 19/10 | Vasco 1–1 Atlético    | Volta (Atlético-MG avança para a final)                                | [ 5 ] |

## Maiores goleadas
Para o Vasco da Gama
Vasco 6–1 Atlético-MG, em 31/07/2008.
Para o Atlético Mineiro
Atlético-MG 5–1 Vasco, em 10/11/1996.

## Maiores públicos
Em Minas Gerais
1. Atlético Mineiro 0–0 Vasco, 95.811, 18 de maio de 1980, Estádio do Mineirão, Campeonato Brasileiro.

- No Estádio Independência

1. Atlético Mineiro 1–0 Vasco, 19.650, 12 de agosto de 2012, Campeonato Brasileiro.[7]

No Rio de Janeiro
1. Vasco 1–0 Atlético Mineiro, 53.540, 20 de agosto de 2023, Estádio do Maracanã, Campeonato Brasileiro.[8]

- No Estádio de São Januário

1. Vasco 1–0 Atlético Mineiro, 26.818, 5 de setembro de 1999, Campeonato Brasileiro.[7]